# 峨眉异叶苣苔
峨眉异叶苣苔（学名：Whytockia tsiangiana var. wilsonii）为苦苣苔科异叶苣苔属下的一个变种。